# Datze

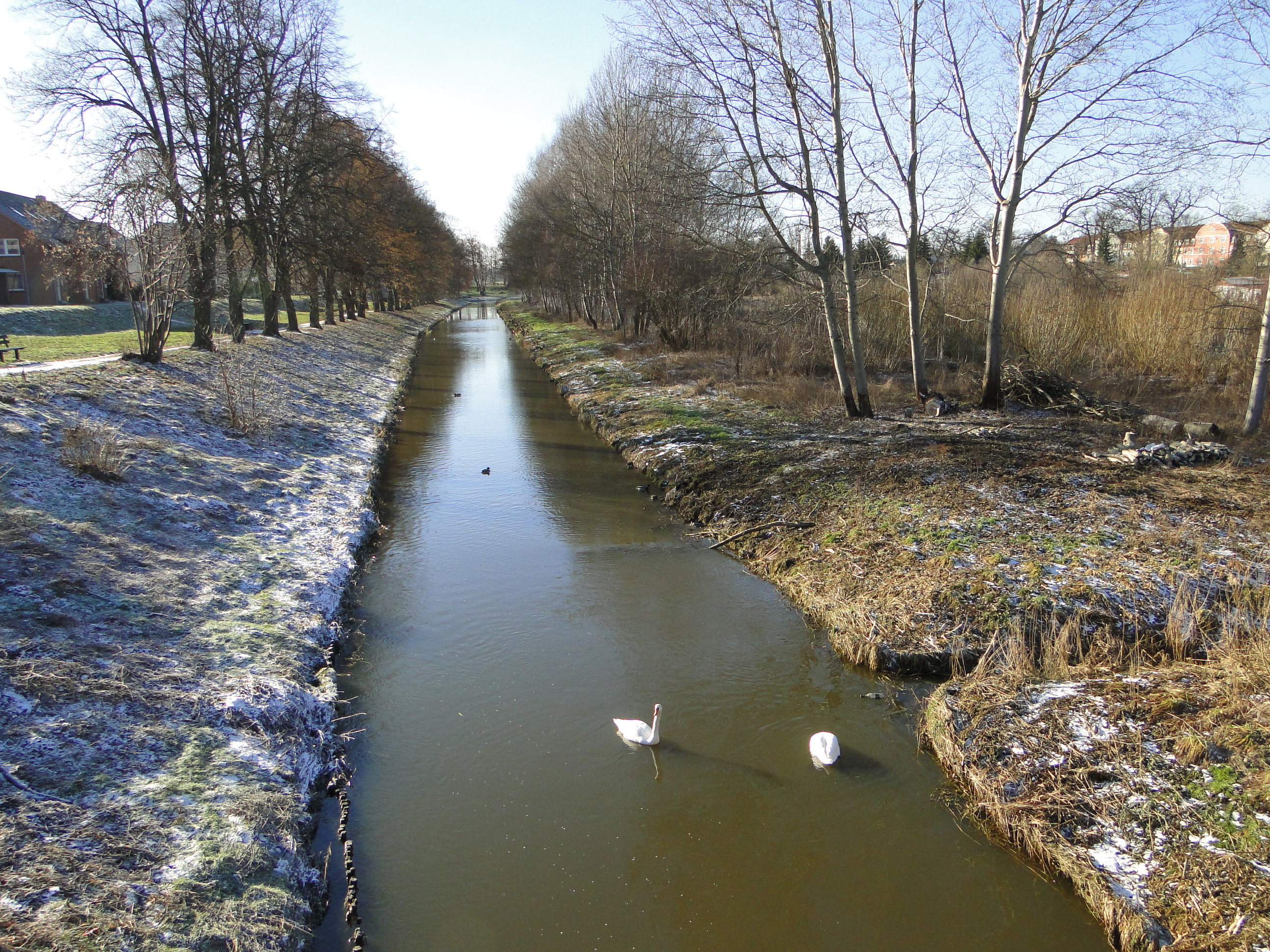
Datze in Friedland

Die Datze ist ein kleiner Fluss in Mecklenburg-Vorpommern. Sie ist 30 Kilometer lang und hat zwei Fließrichtungen und Mündungen. Der Scheitelbereich mit der Pseudobifurkation liegt in 27 m ü. NN bei dem Dorf Warlin. Der kürzere westliche Teil mündet bei Neubrandenburg in die Tollense. Er nimmt noch das Wasser des Rowabachs auf. Der nördliche, fast über die gesamte Länge querschnittsgleiche Teil fließt durch Friedland und mündet drei Kilometer weiter auf 8,4 m ü. NN in den Landgraben.
Der Name des Neubrandenburger Stadtgebietes Datzeviertel, zu dem vor allem das Wohngebiet Datzeberg gehört, sowie der Name der Gemeinde Datzetal leiten sich von der Datze ab.

## Name
Die Datze wird 1552 als Dartze, Dassebek erwähnt. Der Name ist zurückzuführen auf das altslawische dračĭ, „Dornenstrauch“. Die slawischen Flur- und Ortsnamen in Mecklenburg wurden im Gegensatz zum Deutschen vor allem mit Suffixen von Substantiven oder Adjektiven abgeleitet, selten aus zwei Wörtern zusammengesetzt oder mit einem einzigen unabgeleiteten Substantiv gebildet. Eine mögliche Übersetzung wäre daher „Dornen-“, „Dornenbach“.